# Martinček
Martinček és un municipi d'Eslovàquia que es troba a la regió de Žilina a la riba dreta del Váh. El 2019 tenia 450 habitants.

## Història
Al territori del municipi es van trobar traces d'una fortificació de la cultura Puchau al mont Mních. El 1914 s'hi van trobar catorze espases de bronze i altres objectes de la primera edat del bronze al veïnat de Hlinisko. El primer esment escrit del poble actual es troba a un document sense data del regnat del rei d'Hongria Ladislau IV (1272–1290), citat el 1391. L'assentament es va desenvolupar a l'entorn de l'església de Martí de Tours, construïda vers 1260 i que va donar el nom al poble. Fins al 1848 Martinček pertanyia al castell de Likava.

## Demografia
| Godina             | 1994 | 2004   | 2014   | 2024    |
| ------------------ | ---- | ------ | ------ | ------- |
| Nombre de persones | 386  | 383    | 416    | 466     |
| Diferència         |      | −0,77% | +8,61% | +12,01% |

| Godina             | 2023 | 2024   |
| ------------------ | ---- | ------ |
| Nombre de persones | 449  | 466    |
| Diferència         |      | +3,78% |

## Llocs d'interés
- Església de sant Martí (des del segle xiii) en estil de transició romànic-gòtic. Segons la llegenda hauria pertangut a un monestir templer, però no hi ha cap arugment històric que confirma aquesta teoria.[1] Conté murals de principi del segle xiv que van ser descoberts durant unes obres de restauració entre 2000 i 2002.[1]